# Pasir Biru (Rancakalong)
Pasir Biru is een bestuurslaag in het regentschap Sumedang van de provincie West-Java, Indonesië. Pasir Biru telt 4110 inwoners (volkstelling 2010).